# هينريتش فون بيرغ
هينريتش فون بيرغ (بالألمانية: Heinrich von Berg)‏ هو كنسي ‏ ألماني، ولد في القرن الثاني عشر، وتوفي في 14 أبريل 1197 في فورتسبورغ في ألمانيا.